# Webalizer
Webalizer, mot-valise formé à partir de Web et de analyzer, est un logiciel permettant d'analyser l'utilisation des serveurs web en générant, à partir de leurs journaux d'accès (log), des comptes rendus sous forme de pages web. Diffusé sous licence GPL, c'est aujourd'hui un des outils d'administration de serveur web les plus utilisés (2005), en particulier sur les architectures LAMP.
Initié dès 1997 par Bradford L. Barrett, le projet n'est plus maintenu depuis 2001 (dans sa version principale, mais des forks sont apparus).
Les statistiques communément reportées par Webalizer incluent : le nombre de hits et de visites, le pays d'origine des visiteurs, les champs référents (HTTP referers), la quantité de données téléchargées. Ces mesures peuvent être représentées graphiquement, et selon différentes échelles de temps telles que par mois, par jour, ou par heure.

### Projet principal
- (en) Webalizer

### Forks
- (en) Webalizer Xtended : améliorations (par exemple statistique HTTP 404, couleurs éligibles individuelles pour les pages Web) et corrections de bugs de sécurité
- (en) AWFFull : nouveaux algorithmes et fonctionnalités
- (en) Stone Steps Webalizer : gestion des langages dynamiques et de plus de formats de journaux d'accès